# اتحاد المقاطعات المتحدة
دوري المقاطعات المتحدة هو دوري كرة قدم إنجليزي يغطي نورثهامبتونشاير، روتلاند وبيدفوردشاير ومعظم ليسترشاير بالإضافة إلى أجزاء من باكينجهامشير، كامبريدجشير، ديربيشاير، لينكولنشاير، نورفولك، نوتنغهامشاير، أوكسفوردشاير ووارويكشاير وويست ميدلاندز. لديها ما مجموعه خمسة أقسام ثلاثة للفرق الأولى واثنان للفرق الاحتياطية لكن أقسام الاحتياط دمجت في قسم واحد لموسم 2013-14 ولا تزال كذلك في الوقت الحالي.
الأندية في الأقسام الممتازة مؤهلة لدخول كأس الاتحاد الإنجليزي في مراحل الجولة التمهيدية. تلك الأندية في الدوري ذات إضاءة غامرة مؤهلة للحصول على FA Vase وهناك كؤوس خروج المغلوب لأندية برايمر وديفسشن 1 وأندية الأقسام الاحتياطية.